# Sgurr Mhic Choinnich
Sgurr Mhic Choinnich (en gaèlic escocès Sgurr MhicCoinnich, pronunciat s̪kurˠiçkɤɲɪç, és una muntanya a l'illa de Skye a Escòcia (Regne Unit). Es troba a les Cuillins Negres i està classificada com un Munro. Té una alçada de 948 m. Com la resta de la cadena, està composta de gabre, una roca ígnia amb excel·lent adherència per a la pràctica del muntanyisme.
La vegetació és escassa. La muntanya va ser batejada pel guia de muntanya John MacKenzie. La ruta més comuna al cim implica pujar un pedregar des de la Coire Lagan per assolir el Bealach entre Sgurr Mhic Choinnich i Sgurr Dearg. Des d'aquí cal una grimpada aèria i desafiant fins a la carena nord del pic per arribar al cim. L'ascens és una pujada molt desafiant per als estàndards de les muntanyes britàniques.